# Discours de La Baule
Le discours de La Baule a été écrit - du point de vue formel, mais pas sur le fond - par Erik Orsenna. Il a été prononcé par le président de la République française François Mitterrand, le 20 juin 1990, dans le cadre de la 16e conférence des chefs d’État d’Afrique et de France à laquelle étaient invités 37 pays africains et qui s'est déroulée dans la commune française de La Baule-Escoublac (Loire-Atlantique).

## Contexte
Alors que les relations de l'Afrique avec le bloc de l'Ouest étaient fondées, dans le contexte de guerre froide, sur la préservation des régimes anti-communistes et la sécurisation des approvisionnements, en général sans réelle considération pour le respect des droits humains et de la démocratie par ces derniers, le discours de La Baule invite les pays d'Afrique à lancer un processus de démocratisation sous peine, dans le cas contraire, d'être privés du soutien du Nord.
Le discours est en effet prononcé alors qu'a lieu la chute des régimes communistes en Europe.

## Description
Ce discours marque une étape importante dans les relations entre la France et l'Afrique.
Les passages clé du discours relient l'aide publique importante en pleine crise de la dette à une « démocratisation » par un passage au « multipartisme » : « La France liera tout son effort de contribution aux efforts qui seront accomplis pour aller vers plus de liberté ; il y aura une aide normale de la France à l'égard des pays africains, mais il est évident que cette aide sera plus tiède envers ceux qui se comporteraient de façon autoritaire, et plus enthousiaste envers ceux qui franchiront, avec courage, ce pas vers la démocratisation... » ; « s'agissant de démocratie, un schéma est tout prêt : système représentatif, élections libres, multipartisme, liberté de la presse, indépendance de la magistrature, refus de la censure.... » ; « À vous peuples libres, à vous États souverains que je respecte, de choisir votre voie, d'en déterminer les étapes et l'allure ».
D'autres passages complètent le propos dont : « Il nous faut parler de démocratie. C’est un principe universel qui vient d’apparaître aux peuples de l’Europe centrale comme une évidence absolue au point qu’en l’espace de quelques semaines, les régimes, considérés comme les plus forts, ont été bouleversés. Le peuple était dans les rues, sur les places et le pouvoir ancien sentant sa fragilité, cessait toute résistance comme s’il était déjà, et depuis longtemps, vidé de substance et qu’il le savait. Et cette révolution des peuples, la plus importante que l’on eut connue depuis la Révolution française de 1789, va continuer… Si bien que l’histoire reste encore en jeu. Il faut bien se dire que ce souffle fera le tour de la planète ».
Mitterrand dit aussi : « la démocratie est un principe universel. Mais il ne faut pas oublier les différences de structures, de civilisations, de traditions, de mœurs. Il est impossible de proposer un système tout fait. La France n’a pas à dicter je ne sais quelle loi constitutionnelle qui s’imposerait de facto à l’ensemble de peuples qui ont leur propre conscience et leur propre histoire et qui doivent savoir comment se diriger vers le principe universel qu’est la démocratie… la France n’entend pas intervenir dans les affaires intérieures des États africains amis… Pour nous, cette forme subtile de colonialisme qui consisterait à faire la leçon en permanence aux États africains et à ceux qui les dirigent, c’est une forme de colonialisme aussi perverse que tout autre ».
Selon Roland Dumas, ce discours se résume ainsi : « Le vent de liberté qui a soufflé à l'Est devra inévitablement souffler un jour en direction du Sud (...) Il n'y a pas de développement sans démocratie et il n'y a pas de démocratie sans développement ».
Le discours de la Baule est la partie visible d'un iceberg, celui d'un processus enclenché en 1989 autour de la chute du mur de Berlin. En pleine crise de la dette des pays africains, alors que les populations africaines commencent à se révolter dans un certain nombre de pays (Bénin, Gabon, etc.) et que cela pourrait continuer de se diffuser, alors que commence ensuite les premières conférences nationales, un processus de passage des partis uniques au multipartisme a été mis en œuvre. Il a impliqué le gouvernement français très moteur, la Communauté économique européenne présidée par Jacques Delors, le FMI et la Banque mondiale, engagés dans l'évolution des plans d'ajustement structurel, et les Nations unies, qui se sont réunies du 3 au 14 septembre 1990 à Paris à la deuxième Conférence des Nations unies sur les pays les moins avancés. Gestion de la crise de la dette, transformation de l'aide publique internationale de plus en plus conditionnée à des facteurs politiques, en particulier pour l'aide européenne du Fonds européen de développement (FED) après les accords ACP-UE de Lomé IV (re)négociés en 1989, et passage au multipartisme ont évolué de manières plus ou moins synchronisées. Pour pouvoir payer leurs fonctionnaires, de nombreux dirigeants de partis uniques ont été obligés d'accepter le passage au multipartisme. Dans certains pays, des conférences nationales ont eu lieu et presque partout les constitutions ont été modifiées.
Le discours de la Baule a officialisé la position française qui a été discutée depuis novembre 1989 et progressivement décidée. L'Assemblée nationale française a été consultée en avril 1990. Cette officialisation visait les dirigeants africains, qui, à partir de là, étaient dans l'obligation de faire un choix. En France, le ministre de la Coopération et du développement du gouvernement Michel Rocard, entre le 10 mai 1988 et le 15 mai 1991, Jacques Pelletier, a été le principal artisan de ce processus de changement politique en Afrique.
François Mitterrand n'est pas resté sur son projet et sa position exprimée à la Baule. Il a pris une direction différente lors du Sommet de la Francophonie du 19 au 21 novembre 1991. Une phrase résume en ouverture du sommet une sorte de revirement, même si François Mitterrand avait pris des précautions à la Baule : « Nombre de pays africains se sont engagés dans un vaste mouvement de réformes démocratiques. Chacun saura, j'en suis convaincu, fixer en toute indépendance les modalités et le rythme qui conviennent dès lors que la direction est prise ». Il a confirmé cette évolution en conférence de presse finale en disant : « Quand vous me posez la question : "que chacun des pays détermine son rythme", vous n'imaginez pas que je vais dicter la manière de se conduire en observant, avec une règle à la main, de quelle manière on pourrait frapper sur des doigts pour dire : "mais vous auriez déjà dû le faire, il faut aller plus vite". Non, ce n'est pas du tout le rôle de la France. On a montré une direction, nous ne sommes pas le seul pays d'ailleurs dans cet ensemble qui ait fait un choix démocratique depuis longtemps et nous ne sommes pas non plus les seuls à penser qu'il faut agir ainsi, à la fois être ferme dans la mise en place d'institutions répondant aux principes que nous avons définis, et d'autre part laisser comme il convient aux peuples en question le soin de déterminer eux-mêmes la manière de faire ».
En 1991, pour le gouvernement français et l'Élysée, les questions économiques l'emportent sur la question politique de la démocratisation. Au sommet de l'OIF, le président français se met à parler de la démocratie comme moyen d’atteindre un objectif économique et, ce faisant, il dévalorise la démocratie. Il se contente alors de se satisfaire d’une « direction », au lieu d’insister sur l’objectif initial politique. Il ne semble pas vouloir expliquer son revirement mais il se devine des blocages plus fort dans certains pays, entre autres, le Cameroun, où Paul Biya refuse une Conférence nationale souveraine, ou au Rwanda. Déjà en 1991, la résistance de certains dirigeants commence à séparer totalement le « multipartisme » formel et les « élections libres » qui devaient aller avec selon le sommet de la Baule. François Mitterrand enlève de ses objectifs les « élections libres », pour ne plus parler que d'une « direction » et d'un « rythme ». On peut y voir un revirement, même si à la Baule, François Mitterrand parlait déjà de « direction à prendre », d'« étapes et l'allure » « déterminées » par les « États souverains », parce que l'idée d'« élections libres » disparaît. à cette occasion, à l'OIF, les positions canadienne et française se différencient, et les autres acteurs, la CEE, l'ONU, le FMI et la Banque mondiale ne participent pas à ce sommet.

## Conséquences
Un processus de démocratisation a été lancé en Afrique. Le passage des partis uniques au multipartisme, qui concernait en premier les anciennes colonies françaises, a fonctionné. Le passage au multipartisme s'est diffusé très rapidement sur tout le continent. En revanche, les résultats en termes de démocratisation ont été aléatoires. Dans un grand nombre de pays, le passage au multipartisme n'a pas été suffisant pour installer la démocratie. Les détournements de processus électoraux se sont multipliés dans les années 1990. Les résultats ont été meilleurs dans les anciennes colonies britanniques, où la démocratie a progressé plus vite dans les années 1990. Ce résultat n'est pas la conséquence du discours de la Baule en lui-même mais le résultat d'un processus plus complexe dans lequel le discours a été la partie la plus médiatisée et la plus visible. La participation active du gouvernement français au passage au multipartisme n'a pas empêché la poursuite d'un fonctionnement néocolonial français en Afrique.
Pour la géographe Sylvie Brunel, le discours de La Baule qui explique aux Africains que l'aide de la France sera désormais conditionnée à la démocratisation et à la « bonne gouvernance » a ouvert une « décennie de chaos et la montée en puissance de la Chine » en Afrique. Cette indication simplifiée ne tient pas compte de la complexité des transformations en cours au moment de la fin de la guerre froide.